# 羽林軍一
羽林軍一（寶瓶座29，29 Aquarii ）是在天球赤道上的星座寶瓶座的一對聯星。29 Aquarii是佛氏命名法賦予的名稱；它還是一顆變星，依變星命名法稱為寶瓶座DX。這兩顆恆星的軌道平面接近視線的方向，因而形成大陵五型變星。系統中的主星是一顆A型主序星，類型為A2V；它的伴星是顆巨星，類型為 K0III。兩者互繞的軌道週期為0.94501日。
這對聯星的變異是在1965年首度被德國班貝格Remeis-Observatory的W. Strohmeier注意到。稍後，他發現變異是因為聯星中的主星被伴星遮蔽造成的。

## 外部連結
- Image 29 Aquarii